# Dev-C++
Dev-C++ — інтегроване середовище розробки для мов програмування С/С++. У дистрибутив входить компілятор MinGW. Сам Dev-C++ написаний на Delphi. Розповсюджується згідно з GPL.
Проєкт підтримується SourceForge. Засновник проєкту Колін Лаплас, компанія Bloodshed Software.
Свого часу був доступний Linux-порт, проте надалі була актуалізована тільки Windows-версія.
На поточний момент не розробляється, замість нього активно розробляється порт інтерфейсу Dev-C++ на wxWidgets — wxDev-C++.
30 червня 2011 незалежним програмістом було випущено неофіційну версію 4.9.9.3, що включала новіший компілятор GCC 4.5.2, ресурси Windows SDK (Win32 та D3D). Було виправлено багато помилок та покращено стабільність. 27 серпня, після 5-річного перебування у стані бета-версії, розробником з блогу Орвела було випущено версію 5.0. Цей варіант має власну сторінку на SourceForge, починаючи з версії 5.0.0.5, оскільки попередні розробники не відповідають на запити.

## Дивись також
- Anjuta
- Code::Blocks
- CodeLite
- KDevelop
- QDevelop
- Eclipse-CDT